# Put' k pričalu
Put' k pričalu (Путь к причалу) è un film del 1962 diretto da Georgij Nikolaevič Danelija.